# Korax
Korax (auch: Corax) gilt neben seinem Schüler Teisias als einer der Begründer der Rhetorik. Er lebte im 5. Jahrhundert v. Chr. auf Sizilien. 

## Leben
Zu Zeiten der Tyrannenherrschaft in Sizilien soll Korax ein einflussreiches Amt am Hof in Syrakus innegehabt haben. Nach dem Sturz des Tyrannen Thrasybulos versuchte Korax, Macht und Einfluss weiterhin zu behalten, indem er sich als Redner zu politischen Themen profilierte. Aus der Rede-Praxis heraus entwickelte er eine erste Lehre der Rhetorik, die er 
fortan auch unterrichtete. Im abendländischen Kulturkreis war er daher vermutlich der erste, der sich für seinen Rhetorik-Unterricht bezahlen ließ. Er verfasste Handbücher, die jedoch 
nicht überliefert sind. Darin teilte er die Rede in mindestens drei bzw. fünf Teile in: 
1. proemium / prooimion (Einleitung)
2. narratio / diegesis (Darstellung der Tatsachen / Erläuterung der Situation)
3. argumentatio (positive Beweisführung oder Widerlegung von Argumenten)
4. disgressio (Exkurs)
5. peroratio / epilogos (Epilog).

Dieses Schema gilt in seinen Grundzügen bis heute. Zeugnis für die Ideen Korax geben beispielsweise Platon, Aristoteles und Cicero. 
Rhetorikgeschichtlich interessant ist, dass durch Korax' Wirken vor Gericht die forensische Beredsamkeit am Anfang der rhetorischen Techne zu stehen scheint. Denn durch das Ende der 
Tyrannenherrschaft hatten sich zahllose offene Grundstücksfragen ergeben, die nun vor Gericht ausgetragen wurden. Korax beriet die Parteien. Aristoteles Bemerkung, „wonach die Erfindung der Rhetorik mit der Errichtung der Demokratie zusammenhängt und der Anfang der forensischen Rede in Sizilien in den nach dem Ende der Tyrannis durchgeführten Eigentumsprozessen zu sehen ist“ (Klaus Schöpsdau, Antike Vorstellung von der Geschichte der Rhetorik), scheint den historischen Tatsachen zu entsprechen.

## Einflüsse auf die Naturwissenschaft
Durch seine Pionierarbeit auf dem Gebiet der Rhetorik wurde Korax auch zum Taufpaten für den Kolkraben, taxonomisch Corvus corax, der die menschliche Sprache nicht nur zu imitieren weiß, sondern auch in der Lage ist, sie sinnvoll einzusetzen.